# Municipio de Vivian (Minnesota)
El municipio de Vivian (en inglés: Vivian Township) es un municipio que se encuentra en el condado de Waseca en el estado estadounidense de Minnesota. En el año 2010 tenía una población de 259 habitantes y una densidad poblacional de 2,78 personas por km².

## Geografía
El municipio de Vivian se encuentra ubicado en las coordenadas 43°53′3″N 93°42′45″O / 43.88417, -93.71250. Según la Oficina del Censo de los Estados Unidos, el municipio tiene una superficie total de 93.14 km², de la cual 92,98 km² corresponden a tierra firme y (0,17 %) 0,16 km² es agua.

## Demografía
Según el censo de 2010, había 259 personas residiendo en el municipio de Vivian. La densidad de población era de 2,78 hab./km². De los 259 habitantes, el municipio de Vivian estaba compuesto por el 98,84 % blancos, el 0,39 % eran asiáticos y el 0,77 % eran de una mezcla de razas. Del total de la población el 0,39 % eran hispanos o latinos de cualquier raza.